# Italienischer Mobilfunkmarkt
Auf dem italienischen Mobilfunkmarkt gibt es vier kommerzielle Telekommunikationsnetzbetreiber und ein eisenbahninternes Funknetz. Dazu gibt es mehrere Mobilfunkanbieter, die durch Anmietung der jeweiligen Netze auf dem Markt agieren.

## Betreiber
Seit Mai 2018 sind in Italien vier Netzbetreiber kommerziell in Betrieb: TIM, Wind Tre, Vodafone Italia sowie Iliad Italia. Alle Unternehmen haben GSM-, UMTS- und LTE-Netze. Des Weiteren betreibt die Italienische Eisenbahn über ihr Infrastrukturunternehmen RFI ein GSM-R-Netz.

### Telecom Italia Mobile
Telecom Italia Mobile (auch: TIM) entstand 1995 aus einem Teil Staatstelekom SIP und operierte 20 Jahre lang nur als Mobilfunkbetreiber. 2015 wurden TIM alle Markttätigkeiten der Muttergesellschaft Telecom Italia übertragen, darunter Festnetz-Dienste und Dienste für Unternehmen. TIM existierte dadurch nur noch als Marke der Telecom Italia bis zum Jahr 2015, als das gesamte Unternehmen ihren Namen beim Außenauftritt in TIM änderte.

### Vodafone Italia
Vodafone Italia wurde 1994 als Omnitel gegründet, womit das Monopol der SIP (heute TIM) gebrochen wurde. Ende 2003 übernahm die Vodafone Group zusammen mit Verizon Communications Omnitel und änderte den Markennamen. 2014 stieg Verizon vollständig aus Vodafone Italia aus. 2015 wurde die bis dahin bestehende Gesellschaft "Vodafone Omnitel NV" in zwei Tochterfirmen aufgespalten und der Hauptsitz wurde nach Italien verlegt. Seit dem 31. Dezember 2024 ist das Unternehmen eine Tochtergesellschaft von Swisscom.

### Wind Tre
Wind Telecomunicazioni sowie H3G waren zunächst getrennte Unternehmen. WIND ist der vom Energieversorger Enel in Zusammenarbeit mit der Deutschen Telekom und der France Télécom 1997 gegründete Mitbewerber für TIM und (damals) Omnitel. 2003 war ENEL alleiniger Eigentümer von WIND. 2005 wurde WIND an Weather Investments verkauft; diese verkauften WIND 2010 an die VimpelCom weiter. H3G war der kleinste italienische Mobilfunkbetreiber, 2000 als Andala gegründet, stach H3G 2002 blu durch den Erwerb einer UMTS-Lizenz als vierten Betreiber aus. Im August 2015 wurde die Fusion von WIND und H3G angekündigt, diese wurde im September 2016 genehmigt. Dadurch entstand am 31. Dezember 2016 Wind Tre als zunächst Italiens drittstärkster Mobilfunkbetreiber.

### Iliad Italia
Seit dem 29. Mai 2018 ist Iliad Italia der vierte italienische Netzbetreiber und sendet unter dem MNC 222-50. Das Netz besteht aus eigenen Sendern und einem vorerst zehnjährigen National Roaming Abkommen mit dem Mitbewerber Wind Tre unter Nutzung aller drei verfügbaren Mobilfunktechnologien 2G (GSM) / 3G (UMTS) / 4G (LTE).

### RFI
Die Italienische Eisenbahn betreibt ein GSM-R-Netz entlang der Eisenbahnen, das für normale Mobiltelefone nicht sichtbar ist. Die Anlagen der RFI sind meistens mit zweierpaaren aus Antennen zu zwei Sektoren ausgerüstet. Auf manchen Basisstationen sind zusätzlich zu den eigenen Antennen noch Antennen eines anderen Betreibers angebracht. Diese sind meist größer und unterscheiden sich wesentlich von denen der RFI.

## Markt und Statistik
|                | Tim      | Vodafone Italia | Wind Tre | Iliad Italia             |
| -------------- | -------- | --------------- | -------- | ------------------------ |
| GSM Abdeckung  | 99,8 %   | 99,8 %          | 99,9 %   | n. a. + Wind Tre Roaming |
| UMTS Abdeckung | 96 %     | 98,4 %          | 98,8 %   | n. a. + Wind Tre Roaming |
| LTE Abdeckung  | 98 %     | 98 %            | 95,3 %   | n. a. + Wind Tre Roaming |
| Kunden         | 30,3 Mio | 30,2 Mio        | 31,2 Mio | 4,5 Mio                  |
| in Prozent     | 30,8 %   | 28,9 %          | 38,3 %   | n. a.                    |

## Zulieferer
Cisco Systems

Cisco Systems ist Iliad Italias Zulieferer.
CommScope

CommScope ist Iliad Italias Zulieferer.
Ericsson

Ericsson diente als Zulieferer und Verwalter des Netzes von Tre, als Zulieferer im Nordosten für Wind und als Zulieferer im Westen Italiens für Tim. Wind und Tre beendeten mit der Fusion die Zusammenarbeit mit Ericsson, Tim kauft weiterhin Ericsson-Technik ein.

Huawei

Huawei ist Vodafones Zulieferer für Basisstationen in Süditalien und Mittelitalien, für Tim im Östlichen Mittelitalien und Süditalien und diente bei Wind als Zulieferer für Mittelitalien. Zu Beginn des LTE-Ausbaus sollte Huawei das gesamte Netz für Wind liefern, diese Kooperation wurde jedoch frühzeitig beendet. Alle drei Betreiber kaufen ihre Antennen für ganz Italien teilweise bei Huawei.
Nokia

Nokia ist Iliads Zulieferer und Vodafones Zulieferer für den Norden Italiens und Tims Zulieferer für den Nordosten. Nokia lieferte bis zur Fusion von Wind und Tre ebenfalls die Technik für den Süden und den Nordwesten des Wind-Netzes. Nokia war bis zum Beginn des LTE-Ausbau Hauptzulieferer für Vodafone und stellte die Technik für fast das gesamte Netz, als Huawei als neuer Zulieferer für Mittel und Süditalien auserwählt wurde und das gesamte Netz getauscht wurde.
Nortel, Alcatel und Siemens

Nortel, Alcatel und Siemens sind ehemalige Lieferanten für die italienischen Mobilfunknetze. Nortel war für Vodafone tätig und belieferte teile des Nordens, nach Nortels Insolvenz wurden die Gebiete auf Nokia umgestellt. Alcatel belieferte für Wind den Süden Italiens. In den 2000er Jahren, als Alcatel in finanzielle Schwierigkeiten geriet, wurde Siemens als neuer Händler verpflichtet. Seit Siemens mit Nokia fusionierte, wurde bis 2017 dessen Technik verwendet.
ZTE

ZTE ist der neue Netzzulieferer für das Netz der WindTre. Die neuen Maschinen werden teilweise nur für LTE neben den alten Geräten von Ericsson, Nokia und Huawei betrieben, oder in Süditalien wird die alte Technik gegen ZTE ausgetauscht. In Zukunft soll das gesamte Netz auf ZTE umgebaut werden, und die alte Technik wird verkauft.